# Lacrosse als Jocs Olímpics
El lacrosse és un esport que ha format part dues vegades del programa oficial olímpic, en les edicions de 1904 i 1908. En les dues ocasions la competició fou oberta únicament a la categoria masculina i en fou vencedor el combinat canadenc.
Posteriorment fou esport de demostració en les edicions de 1928, 1932 i 1948.

## Programa
• = programa oficial, (d) = esport de demostració
| Esport   | 04 | 08 | 12 | 20 | 24 | 28  | 32  | 36 | 48  |
| -------- | -- | -- | -- | -- | -- | --- | --- | -- | --- |
| Lacrosse | •  | •  |    |    |    | (d) | (d) |    | (d) |

### Participants
1904
- Canadà (dos equips)
- Estats Units

1908
- Canadà
- Regne Unit

1928 (demostració)
- Canadà
- Regne Unit
- Estats Units

1932 (demostració)
- Canadà
- Estats Units

1948 (demostració)
- Regne Unit
- Estats Units

## Medaller
| Posició | País         | Or | Argent | Bronze | Total |
| 1       | Canadà       | 2  | 0      | 1      | 3     |
| 2       | Estats Units | 0  | 1      | 0      | 1     |
| 2       | Regne Unit   | 0  | 1      | 0      | 1     |

en les dues edicions disputades oficialment no hi ha cap jugador que repetí medalla.